# Быков, Александр Васильевич
Александр Васильевич Быков (1931—2007) — российский учёный в области холодильного машиностроения, лауреат Государственной премии СССР.
Родился в 1931 году. Окончил МВТУ (1955).
Работал в Центральном конструкторском бюро холодильного машиностроения (ЦКБ ХМ), которое в 1964 г. было преобразовано во Всесоюзный научно-исследовательский проектно-конструкторский и технологический институт холодильного машиностроения (ВНИИхолодмаш). В 1970—1992 годах директор и главный конструктор института.
Кандидат (1970), доктор (1980) технических наук. Профессор.
Диссертации:
- Исследование характеристик низкотемпературного одноступенчатого холодильного поршневого компрессора на новых рабочих веществах [Текст] : Автореферат дис. на соискание ученой степени кандидата технических наук. (194) / Ленингр. технол. ин-т холодильной пром-сти. — Ленинград : [б. и.], 1970.
- Исследование низкотемпературных холодильных машин на основе системного анализа влияния свойств рабочих веществ : диссертация … доктора технических наук : 05.04.03. — Москва, 1979. — 375 с. : ил.

Публикации:
- Холодильные машины и тепловые насосы. Повышение эффективности / А. В. Быков, И. М. Калнинь, А. С. Крузе. — М. : Агропромиздат, 1988. — 286,[1] с. : ил.; 22 см; ISBN 5-10-000201-8 (В пер.)
- Холодильные компрессоры : Справочник / [А. В. Быков и др.]; Под ред. А. В. Быкова. — 2-е изд., перераб. и доп. — М. : Колос, 1992. — 302,[1] с. : ил.; 24 см; ISBN 5-10-001468-7

Лауреат Государственной премии СССР. Заслуженный деятель науки и техники РСФСР (25.04.1990). Награждён двумя орденами Трудового Красного Знамени, орденами «Знак Почёта» и Октябрьской Революции.